# Королевское профессорство по ивриту (Оксфорд)

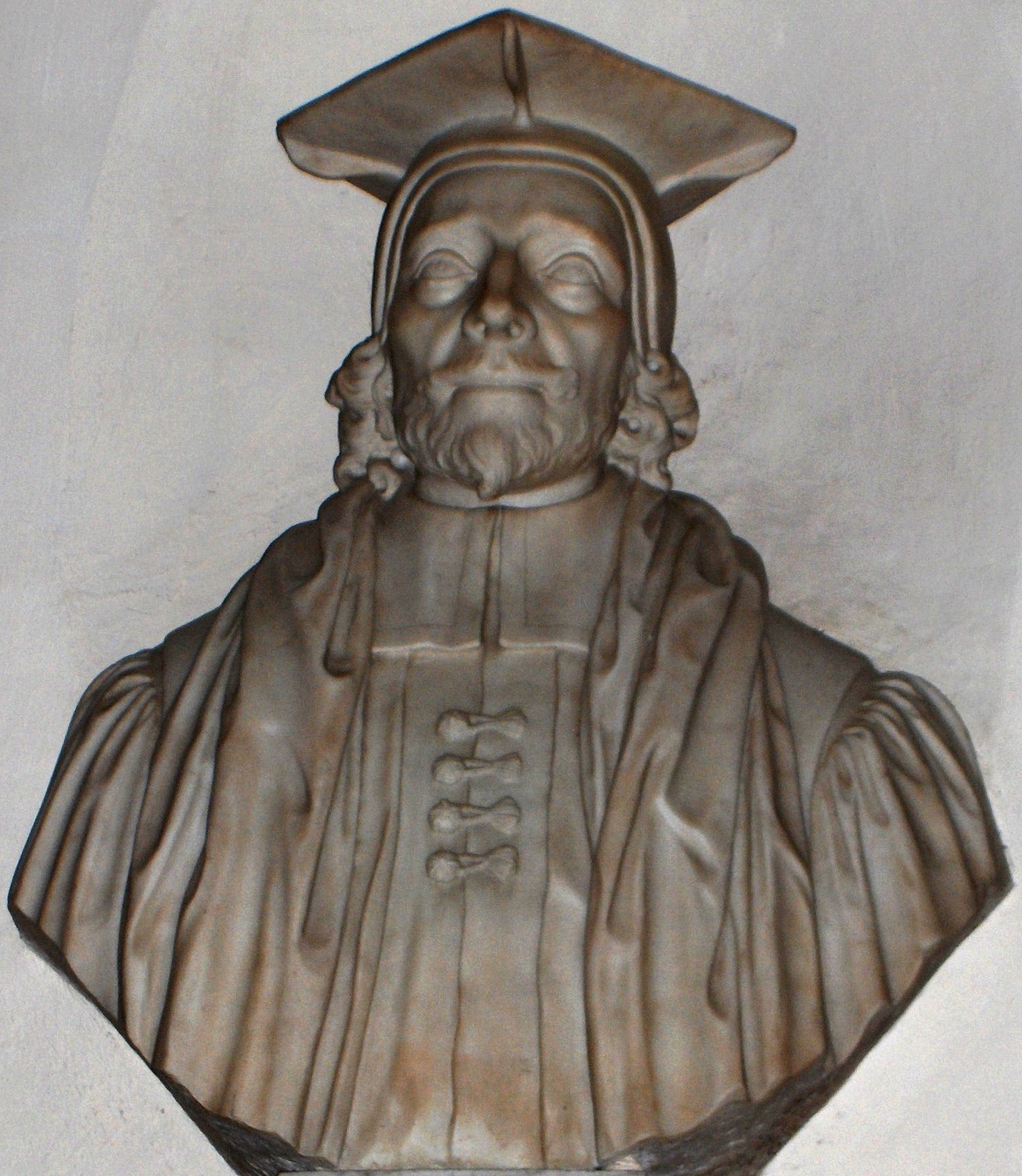
Бюст Эдварда Покока, королевского профессора иврита в XVII веке, в Соборе Христа

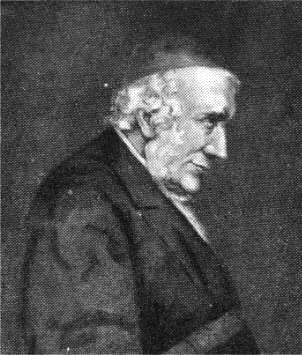
Эдвард Бувери Пьюзи был королевским профессором более пятидесяти лет (1828—1882)

Королевское профессорство по ивриту в Оксфордском университете является профессорской должностью в Оксфордском университете, созданной Генрихом VIII в 1546 году.
В 1630 году, под влиянием Уильяма Лода, архиепископа Кентерберийского, должность каноника Крайст-Чёрч была навсегда привязана к данному профессорству.

## Список королевских профессоров
Неполный список:
- 1546—1547 Томас Хардинг[1]
- 1548 Брюерн, Ричард (Richard Bruerne)[2]
- 1559 Томас Нил (Thomas Neal)
- 1569 Томас Кингсмилл (Thomas Kingsmill)[3]
- 1591 Джон Хардинг (John Harding)[4]
- 1598 Уильям Торн (William Thorne)[5]
- 1604 Джон Хардинг (повторно)
- 1610 Ричард Кёрби (Richard Kirby)
- 1621 Эдвард Миткерк (Edward Meetkerke)[6]
- 1626 Джон Моррис (John Morris)
- 1648 Эдвард Покок (Edward Pococke)[7]
- 1691 Роджер Альтам (Roger Altham)
- 1697 Томас Хайд (Thomas Hyde)[8]
- 1702 Роджер Альтам (повторно)
- 1715 Роберт Клаверинг (Robert Clavering)[9]
- 1747 Томас Хант (Thomas Hunt)
- 1774 Ричард Браун (Richard Brown)[10]
- 1780 Джордж Джабб (George Jubb)
- 1787 Бенджамин Блайни (Benjamin Blayney)
- 1802 Джозеф Уайт (Joseph White)
- 1814 Ричард Лоренс (Richard Laurence)
- 1822 Александр Николл (Alexander Nicoll)[11]
- 1828—1882 Эдвард Бувери Пьюзи (Edward Bouverie Pusey)[12]
- 1883 Самуэль Роллс Драйвер (Samuel Rolles Driver)
- 1914 Джордж Альберт Кук (George Albert Cooke)
- 1934 Годфри Роллс Драйвер (Godfrey Rolles Driver; исполняющий обязанности)[13]
- 1936 Герберт Данби (Herbert Danby)
- 1954 Кутберт Айкман Симпсон (Cuthbert Aikman Simpson)
- 1959 Годфри Роллс Драйвер (исполняющий обязанности, повторно)[13]
- 1960 Уильям Дафф МакХарди(William Duff McHardy)
- 1978—1989 Джеймс Барр (James Barr)[14]
- 1992 Нью Уильямсон (Hugh G. M. Williamson)[15]
- 2014 Ян Юстен (Jan Joosten)[16]

Годфри Роллс Драйвер дважды был исполняющим обязанности профессора во время вакансий в 1934—1935 и 1959—1960 годах. Однако, будучи мирянином, он не имел полного права занимать эту позицию, привязанную к должности каноника Крайст-Чёрч, которая требует от своего обладателя священного сана.